# حرب الآيس كريم (رواية)
حرب الآيس كريم (بالإنجليزية: An Ice-Cream War)‏ هي رواية من الكوميديا السوداء عن الحرب للكاتب البريطاني ويليام بويد، نشرت عام 1982، عن دار نشر هاميش هاميلتون.